# Phytelephas seemannii
Espèce
Synonymes
- Phytelephas brachelus O.F.Cook[1]
- Phytelephas cornutus O.F.Cook[1]
- Phytelephas longiflora O.F.Cook[1]
- Phytelephas pittieri O.F.Cook[1]
- Phytelephas seemannii subsp. seemannii[1]

Statut de conservation UICN

 CD  : Dépendant de la conservation
(appellation d’avant 2001)
Phytelephas seemannii est une espèce de plantes de la famille des Arecaceae (palmiers).

## Liste des sous-espèces
Selon Tropicos (11 avril 2019) (Attention liste brute contenant possiblement des synonymes) :
- sous-espèce Phytelephas seemannii subsp. brevipes Barfod
- sous-espèce Phytelephas seemannii subsp. seemannii

## Publication originale
- U.S. Department of Agriculture Bureau of Plant Industry Bulletin 242: 68. 1912. (31 May 1912)